# Shaquille Harrison
Shaquille Harrison (Kansas City, 6 ottobre 1993) è un cestista statunitense.

## Statistiche

### NCAA
| Anno      | Squadra            | PG  | PT  | MP   | TC%  | 3P%  | TL%  | RP  | AP  | PRP | SP  | PP   |
| --------- | ------------------ | --- | --- | ---- | ---- | ---- | ---- | --- | --- | --- | --- | ---- |
| 2012-2013 | Tulsa G. Hurricane | 33  | 33  | 26,9 | 37,3 | 14,8 | 63,9 | 3,8 | 2,8 | 1,7 | 0,4 | 6,8  |
| 2013-2014 | Tulsa G. Hurricane | 34  | 34  | 30,2 | 44,6 | 26,7 | 68,1 | 3,9 | 3,2 | 1,8 | 0,2 | 9,6  |
| 2014-2015 | Tulsa G. Hurricane | 34  | 34  | 31,4 | 44,9 | 23,6 | 63,2 | 5,1 | 3,7 | 2,0 | 0,6 | 13,1 |
| 2015-2016 | Tulsa G. Hurricane | 32  | 32  | 32,3 | 47,4 | 19,5 | 63,2 | 5,5 | 4,1 | 1,9 | 0,2 | 15,1 |
| Carriera  | Carriera           | 133 | 133 | 30,2 | 44,4 | 21,6 | 64,5 | 4,5 | 3,5 | 1,8 | 0,4 | 11,1 |

#### Massimi in carriera
- Massimo di punti: 31 vs Ohio (20 novembre 2015)[1]
- Massimo di rimbalzi: 11 vs Temple (4 febbraio 2016)
- Massimo di assist: 10 vs East Carolina (19 gennaio 2016)
- Massimo di palle rubate: 7 vs Louisiana State - Shreveport (11 novembre 2012)
- Massimo di stoppate: 3 vs East Carolina (18 febbraio 2015)
- Massimo di minuti giocati: 41 vs Temple (4 febbraio 2016)

### NBA

#### Regular season
| Anno      | Squadra             | PG  | PT | MP   | TC%  | 3P%  | TL%  | RP  | AP  | PRP | SP  | PP  |
| --------- | ------------------- | --- | -- | ---- | ---- | ---- | ---- | --- | --- | --- | --- | --- |
| 2017-2018 | Phoenix Suns        | 23  | 2  | 16,7 | 47,6 | 23,1 | 73,7 | 2,7 | 2,4 | 1,1 | 0,3 | 6,6 |
| 2018-2019 | Chicago Bulls       | 73  | 11 | 19,6 | 43,2 | 27,0 | 66,7 | 3,0 | 1,9 | 1,2 | 0,4 | 6,5 |
| 2019-2020 | Chicago Bulls       | 43  | 10 | 11,3 | 46,7 | 38,1 | 78,0 | 2,0 | 1,1 | 0,8 | 0,4 | 4,9 |
| 2020-2021 | Utah Jazz           | 17  | 0  | 3,3  | 30,0 | 0,0  | 83,3 | 0,5 | 0,5 | 0,1 | 0,0 | 1,0 |
| 2020-2021 | Denver Nuggets      | 17  | 0  | 16,3 | 34,5 | 21,4 | 81,3 | 2,3 | 0,9 | 0,9 | 0,3 | 3,3 |
| 2021-2022 | Brooklyn Nets       | 2   | 0  | 11,3 | 33,3 | 0,0  | -    | 2,0 | 1,5 | 0,5 | 0,5 | 2,0 |
| 2022-2023 | Portland T. Blazers | 5   | 0  | 24,0 | 41,7 | 30,0 | 73,3 | 4,4 | 6,0 | 2,2 | 0,4 | 8,8 |
| 2023-2024 | Memphis Grizzlies   | 3   | 0  | 2,0  | 50,0 | -    | -    | 0,7 | 0,0 | 0,0 | 0,3 | 0,7 |
| Carriera  | Carriera            | 183 | 23 | 15,2 | 43,5 | 28,1 | 71,8 | 2,4 | 1,6 | 1,0 | 0,4 | 5,2 |

#### Play-off
| Anno     | Squadra        | PG | PT | MP  | TC%  | 3P% | TL%  | RP  | AP  | PRP | SP  | PP  |
| -------- | -------------- | -- | -- | --- | ---- | --- | ---- | --- | --- | --- | --- | --- |
| 2021     | Denver Nuggets | 9  | 0  | 4,5 | 75,0 | 100 | 66,7 | 0,9 | 0,3 | 0,3 | 0,3 | 1,0 |
| 2023     | L.A. Lakers    | 8  | 0  | 3,5 | 57,1 | 100 | 50,0 | 0,4 | 1,1 | 0,3 | 0,0 | 1,3 |
| Carriera | Carriera       | 17 | 0  | 4,0 | 63,6 | 100 | 60,0 | 0,6 | 0,7 | 0,3 | 0,2 | 1,1 |

#### Massimi in carriera
- Massimo di punti: 25 vs Indiana Pacers (6 marzo 2020)[2]
- Massimo di rimbalzi: 11 vs Detroit Pistons (20 novembre 2019)
- Massimo di assist: 10 (2 volte)
- Massimo di palle rubate: 5 vs Toronto Raptors (17 novembre 2018)
- Massimo di stoppate: 3 (2 volte)
- Massimo di minuti giocati: 39 vs Washington Wizards (20 marzo 2019)

### NBA G-League
| Anno      | Squadra          | PG  | PT  | MP   | TC%  | 3P%  | TL%  | RP  | AP  | PRP | SP  | PP   |
| --------- | ---------------- | --- | --- | ---- | ---- | ---- | ---- | --- | --- | --- | --- | ---- |
| 2016-2017 | N. Arizona Suns  | 48  | 17  | 27,6 | 45,3 | 29,2 | 60,6 | 4,1 | 1,7 | 1,3 | 0,8 | 9,8  |
| 2017-2018 | N. Arizona Suns  | 36  | 7   | 29,9 | 46,2 | 32,1 | 65,5 | 4,7 | 3,5 | 1,9 | 0,4 | 11,0 |
| 2021-2022 | Del. Blue Coats  | 34  | 33  | 31,3 | 45,1 | 36,2 | 69,1 | 5,1 | 6,3 | 2,2 | 0,7 | 14,1 |
| 2022-2023 | South Bay Lakers | 50  | 50  | 33,1 | 46,9 | 25,7 | 63,8 | 6,3 | 7,7 | 2,2 | 1,1 | 12,5 |
| 2023-2024 | South Bay Lakers | 43  | 35  | 33,6 | 50,4 | 33,1 | 66,3 | 5,9 | 6,8 | 2,7 | 0,8 | 14,1 |
| Carriera  | Carriera         | 211 | 142 | 31,1 | 46,9 | 31,5 | 64,4 | 5,3 | 5,2 | 2,1 | 0,8 | 12,2 |

### Euroleague
| Anno      | Squadra  | PG | PT | MP   | TC%  | 3P%  | TL%  | RP  | AP  | PRP | SP  | PP  |
| --------- | -------- | -- | -- | ---- | ---- | ---- | ---- | --- | --- | --- | --- | --- |
| 2024-2025 | ASVEL    | 34 | 12 | 16,4 | 46,7 | 41,7 | 57,1 | 1,6 | 1,6 | 1,1 | 0,2 | 5,2 |
| Carriera  | Carriera | 34 | 12 | 16,4 | 46,7 | 41,7 | 57,1 | 1,6 | 1,6 | 1,1 | 0,2 | 5,2 |

## Palmarès
- NBA G League Defensive Player of the Year Award (2022, 2024)